# Heikki Liimatainen (athlétisme)
Heikki Liimatainen, né le 14 mars 1894 à Saarijärvi et décédé le 24 décembre 1980 à Porvoo, est un athlète finlandais. Spécialiste des épreuves de cross-country, il remporte le titre olympique par équipe en 1920 et 1924.

## Biographie
Heikki Liimatainen est membre de l'équipe de Finlande qui remporte la médaille d'or du cross-country par équipe aux Jeux olympiques de 1920 à Anvers. Paavo Nurmi (médaille d'or en individuel), Heikki Liimatainen (médaille de bronze) et Teodor Koskenniemi (6e) permettent à la Finlande d'obtenir 10 points, devançant le Royaume-Uni (21 pts) et la Suède (23 pts). Quatre ans plus tard, Liimatainen est de nouveau champion olympique du cross par équipe, associé à Paavo Nurmi et Ville Ritola.

## Palmarès

### Jeux olympiques
- Jeux olympiques d'été de 1920 à Anvers :
  -  Médaille d'or du cross-country par équipe
  -  Médaille de bronze du cross-country individuel
- Jeux olympiques d'été de 1924 à Paris :
  -  Médaille d'or du cross-country par équipe